# Baritonsaxofoon
De baritonsaxofoon of baritonsax is een wat minder gebruikelijke saxofoon dan de tenor- of altsax. Het instrument is doorgaans in Es gestemd, en heeft vaak als extra noot een zogenaamde 'lage-A' waar de overige saxofoons een bereik tot een 'lage-Bes' hebben.
De baritonsax heeft een lage en warme klankkleur, en wordt onder andere in fanfares en harmonieorkesten gebruikt. Een saxofoonkwartet heeft de baritonsax als laagste instrument in zijn midden.
Ook qua vorm is de baritonsax anders, waar de tenorsax alleen een bocht in de hals heeft, heeft een baritonsax een tweetal extra 180° bochten bij het mondstuk.
De bekendste bespeler van de baritonsax was de jazzmusicus Gerry Mulligan. Dat de baritonsaxofoon zich ook leent voor klassiek repertoire bewijst de Nederlandse baritonsaxofoonspeler Henk van Twillert, die -naast origineel voor de baritonsax geschreven repertoire- ook diverse klassieke transcripties op baritonsaxofoon opnam.
Ook in de popmuziek is het instrument niet onbekend. Een bekende baritonsaxspeler is Andrew "Mike" Terry van The Funk Brothers, die op diverse nummers van The Supremes en andere artiesten van Motown meespeelt. Verder bespeelt Dick Parry het instrument in het bekende nummer Shine On You Crazy Diamond van Pink Floyd.

## Galerij

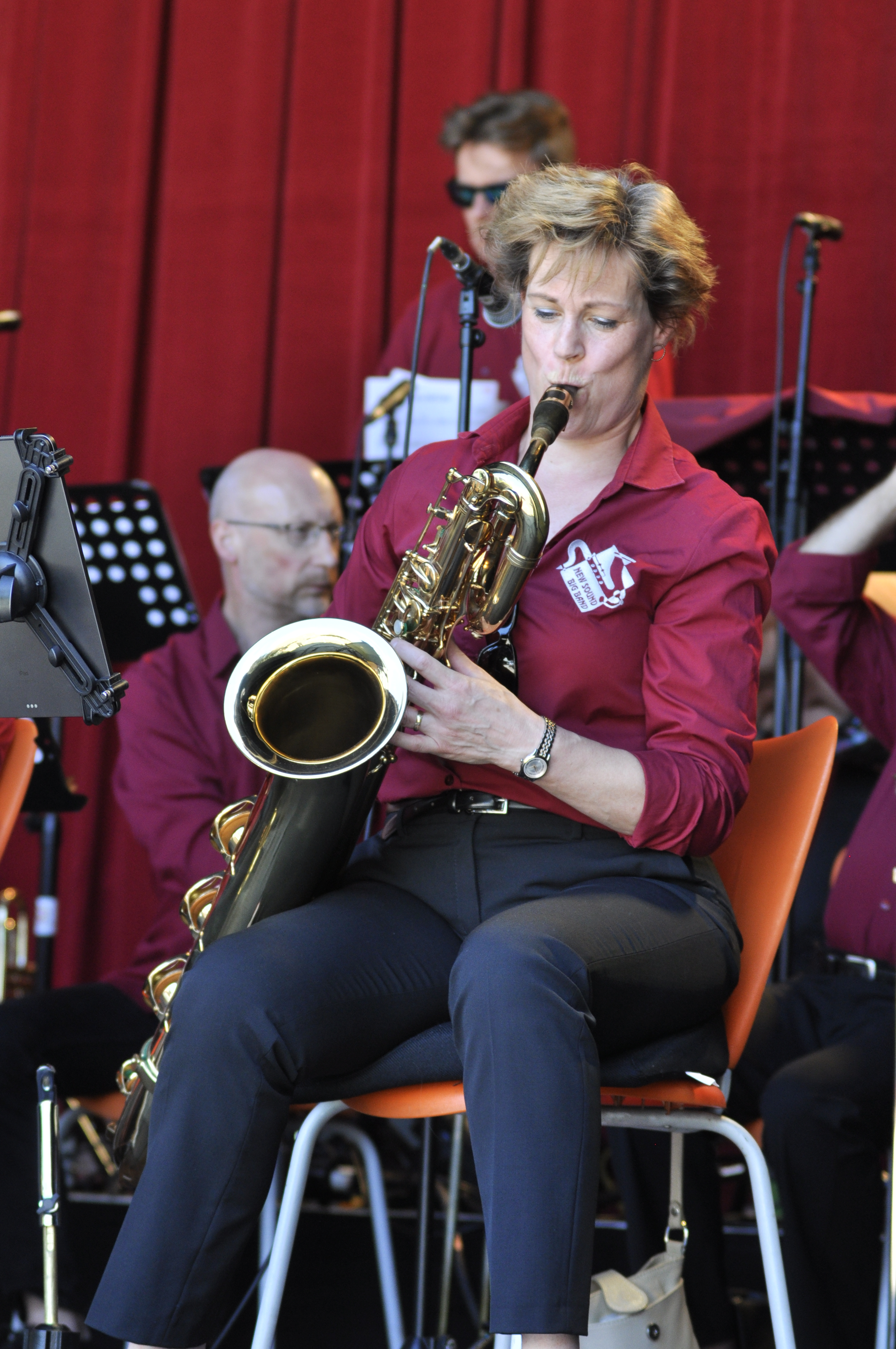
Baritonsaxofoniste tijdens de Gentse Feesten 2019